# 1050 هـ
1050 هـ هي سنة في التقويم الهجري امتدت مقابلةً في التقويم الميلادي بين سنتي 1640 و1641.

## مواليد
- عبد الغني النابلسي
- نعمة الله الجزائري

## وفيات
- أحمد بن قاسم الحجري
- الفندرسكي
- رضا عباسي
- صدر الدين الشيرازي
- فخر الدين الخبيصي
- ناصر بن مرشد اليعربي
- محمد بن أحمد حكيم الملك